# آنگلا گوسو
آنگلا ناتالی گوسو (به آلمانی: Angela Nathalie Gossow) (زادهٔ ۵ نوامبر ۱۹۷۴ در کلن آلمان) خواننده سبک دث متال و عضو پیشین گروه ملودیک دث متال سوئدی آرچ انمی است. او دارای صدای متزوسوپرانو است که به‌همراه آن از تکنیک آوازی دث گرول هم استفاده می‌کند. گوسو در خوانندگیاز خوانندگانی نظیر جف واکر از کارکاس، راب هالفورد از جوداس پریست، دیو ماستین از مگادث، چاک بیلی از تستامنت، چاک شولدینر از دث و جان تاردی از آبیچوآری تأثیر گرفته‌است.

## ترانه‌شناسی

### به همراه آسمودینا
- ترس‌های نهان تو (دمو، ۱۹۹۱)
- داستان هویت واقعی آدمی (دمو، ۱۹۹۴)
- پرومو ۱۹۹۶ (دمو، ۱۹۹۶)
- دوزخ (۱۹۹۷)

### به همراه میسترِس
- معشوقه (دمو، ۱۹۹۸)
- عبادت وسوسه‌آمیز (دمو، ۱۹۹۹)
- پارتی در جهنم (دمو، ۲۰۰۰)

### به همراه آرچ انمی
- دستمزد معصیت (۲۰۰۱)
- فرشتهٔ سوزان (۲۰۰۲، ئی‌پی)
- سرودهای عصیان (۲۰۰۳)
- چشمان مرده آینده‌ای نمی‌بینند (۲۰۰۴، ئی‌پی)
- ماشین رستاخیر (۲۰۰۵)
- آخرالزمان زنده (۲۰۰۶، دی‌وی‌دی دو دیسکه)
- انقلاب آغاز می‌شود (۲۰۰۷، ئی‌پی)
- ظهور ستمگر (۲۰۰۷)
- حاکمان ستمگر آفتاب تابان (۲۰۰۸)
- ریشهٔ همه شرارت‌ها (۲۰۰۹)
- لژیون‌های هرج و مرج کیهانی (۲۰۱۱)